# Бихејвиорална породична терапија
Бихевиорална породична терапија је употреба теорија социјалног учења и терапеутских техника бихевиоралне модификације у циљу помоћи породицама да постигну специфичне циљеве. У бихевиорално оријентисаној породичној терапији, члановима породице се помаже да дефинишу проблеме јасно у појмовима развијања понашања која воде решавању проблема. Давање „домаћих задатака“ (са којима се сви чланови слажу), подстиче заједничке активности и комуникацију, што је део овог облика терапије.